# Egesina albolineata
Egesina albolineata là một loài bọ cánh cứng trong họ Cerambycidae.